# Chromatomyia chamaemetabola
Chromatomyia chamaemetabola este o specie de muște din genul Chromatomyia, familia Agromyzidae, descrisă de Griffiths în anul 1974.
Este endemică în Alberta. Conform Catalogue of Life specia Chromatomyia chamaemetabola nu are subspecii cunoscute.